# Svetišče Gospe iz Fátime
Svetišče Gospe iz Fátime (portugalsko Santuário de Fátima), uradno imenovano Svetišče Marije rožnega venca iz Fatime (Santuário de Nossa Senhora do Rosário de Fátima), je Marijino svetišče, posvečeno Fatimski Materi Božji, ki stoji v Fátimi, v občina Ourém na Portugalskem. Sestavljena je iz skupine katoliških verskih stavb in struktur z baziliko Rožnovenske Marije (Basílica de Nossa Senhora do Rosário) kot glavno stavbo.
Poleg bazilike je v svetišču še kapela Lausperene (Capela do Lausperene), velik hrast blizu mesta, kjer so se leta 1917 zgodila Marijina prikazovanja, spomenik Presvetemu Srcu Jezusovemu (Monumento ao Sagrado Coração de Jesus) in Kapela prikazovanj (Capelinha das Aparições), ki vsebuje območje, kjer so trije otroci, Lúcia dos Santos in njena bratranca, Francisco in Jacinta Marto, rekli, da jih je prvič obiskala Devica Marija. Poleg tega je bilo v vmesnih letih zgrajenih več drugih stavb in spomenikov v spomin na dogodke.
Nasproti glavnega svetišča je veliko večja bazilika Svete Trojice, zgrajena po letu 1953, zaradi omejenega obsega svetišča za velika romanja in bogoslužja.

## Zgodovina
Leta 1916 so Lúcia dos Santos in njena dva bratranca, Francisco in Jacinta Marto, trikrat poročali o prikazovanju angela v regiji Valinhos. Po besedah otrok so se ti blagoslovljeni obiski začeli 13. maja 1917, ko so, ko so pasli ovce svoje družine v Cova da Iria, rekli, da so bili priča prikazovanju tistega, za kar so kasneje z vsem srcem verjeli, da je Devica Marija, in začeli opravljati pokoro in daritev v pokoro grešnikov. Mnogi so se zgrnili v Fátimo in Aljustrel, da bi skupaj z otroki bili priča tem razglašenim prikazovanjem, vendar ne preden so bili otroci zaprti zaradi politično motečega delovanja. Ti obiski so dosegli vrhunec na javnem dogodku Čudež sonca 13. oktobra 1917, kjer so otroci povedali, da je prikazovanje Device Marije otrokom razkrilo tri skrivnosti. Čeprav je Čudež sonca zaznamoval zadnje domnevno prikazovanje otrok, je regija Fátima še naprej cilj romarjev.
Žrtvi epidemije pandemije gripe leta 1918, oba bratranca (Francisco in Jacinta Marto) sta umrla 4. aprila 1919 oziroma 20. februarja 1920 (v Aljustrelu in Lizboni). Skupaj s tremi skrivnostmi Fátime bi bile njihove zgodbe (in zgodba o Lúciji) povezane z versko gradnjo, ki je sledila v Fátimi. Majhno kapelo Capelinha das Aparições (Kapela prikazovanj) so 28. aprila 1919 začeli graditi domačini: cerkvene oblasti je niso niti ovirale niti spodbujale.
13. maja 1920 so romarji kljubovali vladnim vojakom, da bi v kapelo postavili kip Device Marije, medtem ko je bila prva uradna maša 13. oktobra 1921. Istega leta so odprli tudi dom za bolnike, vendar je bila prvotna kapela 6. marca 1922 uničena.
Prve preiskave (kanonični proces) Rimskokatoliške cerkve v zvezi z dogodki v Fátimi so se začele 3. maja 1922. Medtem je bila majhna kapela prikazovanj ponovno zgrajena in delovala do leta 1923. Naslednja štiri leta so minila, da bi videli sprememba odnosa rimskokatoliške cerkve; 26. julija 1927 je škof Leirije predsedoval prvemu bogoslužju v Cova da Iria, ki je vključevalo blagoslov 11 kilometrov postaj križevega pota na gorski cesti do kraja od Reguengo do Fetal.
13. maja 1928 je bil položen prvi temeljni kamen pri gradnji bazilike in stebrišča v Fátimi, proces, ki se je nadaljeval do leta 1954. Gradnja stebrišča, ki jo je izvedel arhitekt António Lino, se je začela leta 1949 in je trajala do leta 1954. Medtem je na 13. oktobra 1930 je rimskokatoliška cerkev dovolila obstoj prvega kulta Nossa Senhora de Fátima (Naše Gospe iz Fatime). Še pred dokončanjem kompleksa so posmrtne ostanke Jacinte Marto prenesli iz njenega skromnega groba v Vila Nova de Ourém (kjer je bila po smrti pokopana) v Fátimo (12. septembra 1935), pozneje (1. maja 1951) do dokončanega bazilikalnega svetišča. Posmrtne ostanke njenega brata so s pokopališča v Fátimi prenesli v baziliko 13. marca 1952. Istega leta je podjetje Fratelli Rufatti iz Pádove v dokončano cerkev vgradilo tudi orgle.
Pred tem časom, 13. maja 1942, so z velikim romanjem že obeležili 25. obletnico prikazovanj. Dve leti kasneje (13. maja 1946) je kardinal Massella, papeški legat, okronal podobo fatimske Gospe v kapeli prikazovanj, kar pomeni popoln preobrat v uradnem stališču vatikanskega sedeža do dogodkov v Fátimi. 7. oktobra 1953 je bila cerkev svetišča Fátima posvečena in v enem letu je papež Pij XII. v svojem kratkem dokumentu Luce Superna (november 1954) cerkvi priznal naziv bazilike.
13. maja 1956 je kardinal Angelo Roncalli, beneški patriarh in bodoči papež Janez XXIII., vodil mednarodno romarsko obletnico. Od te točke naprej bo še naprej aktivna prisotnost in vpliv vatikanskega patriarhata v dogodkih v Fátimi. 1. januarja 1960 je bil uveden sveti lausperenski obred.
Deli orgel, do tedaj razpršeni po baziliki, so bili leta 1962 združeni v eno celoto, v visoki kor - empora za pevce.
13. maja 1967 je papež Pavel VI. obiskal Fátimo, da bi obeležil 50. obletnico prvih prikazovanj.
19. septembra 1977 je bila civilna župnija povzdignjena v mesto.
Med 12. in 13. majem 1982 je bil na romanju v Fátimo papeža Janeza Pavla II. položen prvi temeljni kamen za Capela do Sagrado Lausperene: gradnja se je nadaljevala do leta 1987. Njeno dokončanje in posvetitev 1. januarja 1987 so pripisali donacijam in darom avstrijskega združenja Cruzada de Reparação pelo Rosário para a Paz no Mundo (Križarska vojna popravila rožnega venca za svetovni mir). Papež Janez Pavel II. se bo ponovno vrnil 12. in 13. maja 1991, da bo vodil obletnico mednarodnega romanja.
4. junija 1997 je portugalska skupščina povzdignila mesto Fátima v status mesta.
Po nekaj letih gradnje so se 24. avgusta 2006 začeli prvi poskusi, da bi svetišče opredelili kot nacionalno dediščino v smislu prehodnega režima, vendar je bilo nedokončano zaradi klavzule o prenehanju veljavnosti 8. septembra 2001.
Svetišče vsako leto privabi veliko število rimskokatoliških romarjev iz Portugalske in vsega sveta. Ta mednarodni pomen je Fátimi dal naziv »svetišče sveta«. Vsako leto romarji napolnijo podeželske ceste, ki vodijo do svetišča, z množicami, ki se približajo milijonu 13. maja in 13. oktobra, najpomembnejših datumov prikazovanj v Fatimi. Na splošno baziliko vsako leto obišče približno štiri milijone romarjev.

## Arhitektura
Svetišče v Fátimi je bilo sčasoma zgrajeno na območju Cova da Iria ali blizu njega, kjer so bili trije otroci priča Marijinim prikazovanjem Gospe rožnega venca (pozneje znana kot Gospa iz Fátime med župljani in romarji). Svetišče vključuje različne stavbe, svetišča in spomenike verskih, političnih in družbenih posledic dogodka, razpršene po kompleksu odprtih panoram in razgledov, ki jih obvladujeta bazilika Rožnovenske Marije in bazilika Svete Trojice. Osrednji del kompleksa je majhna kapela prikazovanj in njeno zavetje, kjer legenda nakazuje, da so se zgodili številni dogodki prikazovanj in kjer so prvi romarji častili marijanska prikazovanja.

### Bazilika Rožnovenske Marije
Bazilika je sestavljena iz visokega osrednjega zvonika in ladje, visoke približno 65 metrov in okrašene z bronasto krono, ki tehta 7000 kilogramov in je po slogu podobna cerkvi Clérigos, na vrhu pa je osvetljena križ. Cerkev je zasnoval Nizozemec Gerardus Samuel van Krieken, rojen v Rotterdamu in šolan v Ženevi. Na Portugalsko je prišel leta 1889, da bi poučeval na Escolas Técnicas Industriais (Industrijske tehnične šole), kjer je bil imenovan na Escola Industrial Infante D. Henrique (Infante Henrika Industrijska šola), za profesorja dekorativnih umetnosti, a se je pozneje poročil in se naselil v mestu Porto. Čeprav je bil začetnik zasnove bazilike in je sledil njeni prvotni konstrukciji, zaradi svoje smrti ni nikoli videl njene posvetitve.
kariljon je sestavljen iz 62 zvonov, ki jih je v Fátimi ustvaril in ulil José Gonçalves Coutinho iz Brage. Največji zvon tehta približno 3000 kilogramov, klapna pa okoli 90 kilogramov. Ura je delo Benta Rodriguesa, prav tako iz Brage. Angeli na glavni fasadi so Albano França. Kip Marijinega brezmadežnega srca v niši zvonika je visok 4,73 metra in tehta 14 ton.
Ob vhodu v baziliko, nad glavnim portikom, je mozaik Svete Trojice, ki krona Marijo. Izvedli so ga vatikanski uradniki, blagoslovil pa kardinal Eugénio Paccelli, bodoči papež Pij XII., tako imenovani fatimski papež. Velik kip Fatimske Marije, ki stoji v niši nad glavnim vhodom bazilike, je izklesal ameriški duhovnik Thomas McGlynn. Oče McGlynn je preživel precej časa s sestro Lúcio, ko mu je podrobno opisala, kako je bila Marija videti med prikazovanjem otrokom. Kip ni imel v mislih oče McGlynn, ko se je obrnil na sestro Lúcio, ampak je natančneje opisan kot sodelovanje med vizionarjem in kiparjem, ki je ustvaril morda najbolj natančno predstavitev Gospe iz Fátime. Kip je bil leta 1958 predstavljen kot darilo katoliškega ljudstva Združenih držav za svetišče Fátima.
Številni dogodki Marijinih prikazovanj v Fátimi so upodobljeni na vitražih v baziliki, medtem ko je petnajst oltarjev v cerkvi posvečenih petnajstim skrivnostim rožnega venca. Na štirih vogalih bazilike so kipi štirih velikih apostolov rožnega venca in njihove pobožnosti do Brezmadežnega Srca Marijinega: sveti Anton Marije Klaret, sveti Dominik, svetega Janeza Eudesa in sveti Štefan, ogrskega kralja.
V koru so nameščene pet oddelčne orgle (velike orgle, pozitiv, recitativ, solo in eho), ki jih krmili konzola petih klaviatur in pedal. Ima 152 registrov in približno 12.000 svinčenih, kositrnih in lesenih cevi, pri čemer je največja visoka 11 metrov, najmanjša pa 9 milimetrov. Sprva so bile orgle razdeljene na pet delov in razpršene po baziliki, leta 1962 pa so jih preoblikovali in postavili na sedanjo lokacijo.

### Kapela svetega Lausperena
Kapela svetega Lausperena (portugalsko Capela do Sagrado Lausperene) je na koncu levega stebrišča bazilike. Vitraži na njenem vhodu predstavljajo mano v puščavi in Zadnjo večerjo.

### Kapela prikazovanj
Kapela prikazovanj (Capelinha das Aparições) je v samem središču svetišča: nje točno na lokaciji Marijinih prikazovanj, označena z marmornim stebrom in zaprto škatlo s podobo Device Marije.
- Trg pred baziliko rožnega venca s kapelo prikazovanj
- Stranski pogled na baziliko Rožnovenske Marije
- Kapela prikazovanj v Cova da Iria (Fátima, Portugalska)

### Drugi kraji in spomeniki
Papež Janez Pavel II. je 13. maja 1982 slovesno odprl Pastoralni center Pavla VI. kot središče za preučevanje in razmišljanje o Fátimskem sporočilu. Sprejme več kot dva tisoč ljudi in sprejme štiristo romarjev.
Zakladnica svetišča hrani irsko monštranco, ki velja za eno najpomembnejših del verske umetnosti na Irskem. Masivna srebrna monštranca, visoka 1100 mm je bila dana baziliki leta 1949.
Blizu vhoda v Fatimsko svetišče, južno od župnišča, je del Berlinskega zidu, katerega namen je poudariti prepričanje, da so molitve rožnega venca vplivale na padec Berlinskega zidu v zvezi s posvetitvijo Rusije na podlagi sporočil Gospe iz Fatime.
Druge stavbe vključujejo hostel/zavetišče Žalostne Marije (Albergue e Casa de Retiros de Nossa Senhora das Dores), župnišče, hostel/zavetišče Marije Karmelske (Casa de Retiros de Nossa Senhora do Carmo), spomenika očetom Formigãu in Fischerju, visoki križ (umetnik Robert Schad) in posamezni spomeniki papežu Pavlu VI., papežu Piju XII., papežu Janezu Pavlu II. in Domu Joséju Alvesu Correia da Silva (ki je imel pomembne vloge) v zgodovini mesta) in Pastoralno središče Pavla VI. (++Centro Pastoral de Paulo VI.).